# 高橋昌史
高橋 昌史（たかはし まさし、1985年5月27日 - ）は、宮崎県都城市出身のプロバスケットボール選手である。ポジションはフォワード。

## 経歴
大王小学校在学中の9歳の時にバスケットボールを始める。小松原中学校を卒業後、延岡学園高校に進学。
2001年、1年生時よりウィンターカップに出場する。1回戦で岡田優介が居る土浦日大に敗れる。自身はスタメンとして出場して8得点。翌2002年は小林高校に破れ、インターハイもウィンターカップも出場出来なかった。3年生となった2003年は、自身初のインターハイ出場を果たし、ウィンターカップではベスト4まで勝ち進む。高校卒業後は大東文化大学に進学し、同期の阿部友和、竹野明倫らとともに関東インカレ優勝に貢献。
2008年、bjリーグ育成指定選手となる。同年2月に埼玉ブロンコス練習生となり、2008年-2009年シーズンに選手契約を結んだ。
その後埼玉との契約が満了し、2009年10月13日、富山グラウジーズの練習生となる。同年12月30日に選手契約を結ぶ。2010年オフ、契約満了により退団。
2010年7月、この年発足した宮崎シャイニングサンズの練習生となり、その後選手契約を結ぶ。2010-2011シーズンはレギュラーシーズン50試合中26試合に出場し130得点を挙げた。シーズン終了後に引退を発表し、その後は地元のクラブチームでプレイしていたが、2012年10月に宮崎シャイニングサンズと選手契約に合意し、、この年シャイニングサンズのヘッドコーチに就任した延岡学園高校時代の恩師北郷純一郎のもと、現役復帰した。

## 記録
| シーズン         | チーム | GP | GS | MPG  | FG%  | 3P%  | FT%  | RPG | APG | SPG | BPG | TO  | PPG |
| ---------------- | ------ | -- | -- | ---- | ---- | ---- | ---- | --- | --- | --- | --- | --- | --- |
| bjリーグ 2008-09 | 埼玉   |    |    |      |      |      |      |     |     |     |     |     |     |
| bjリーグ 2009-10 | 富山   |    |    |      |      |      |      |     |     |     |     |     |     |
| bjリーグ 2010-11 | 宮崎   | 26 | 11 | 14.5 | .315 | .250 | .818 | 2.0 | 0.7 | 0.4 | 0.2 | 0.7 | 5.0 |
| bjリーグ 2012-13 | 宮崎   |    |    |      |      |      |      |     |     |     |     |     |     |